# عویر (روستا)
 عویر  به عربی ( العَویر  )، روستایی است در دهستان المُقَبَنَة از توابع استان حضرموت در کشور یمن در شبه جزیره عربستان.

## جمعیت
جمعیت آن ( ۶۵ ) نفر ( ۷ خانوار) می‌باشد.